# Vioulou
Der Vioulou ist ein Fluss in Frankreich, der im Département Aveyron in der Region Okzitanien verläuft. Er  entspringt am Plateau du Lévézou, im Gemeindegebiet von Castelnau-Pégayrols, entwässert generell in nordwestlicher Richtung, durchquert den Stausee Lac de Pareloup und mündet nach 33 Kilometern an der Gemeindegrenze von Trémouilles und Pont-de-Salars als linker Nebenfluss in den Viaur.

## Orte am Fluss
(Reihenfolge in Fließrichtung)
- Curan
- Pareloup, (Gemeinde Arvieu)